# ABC Show
ABC Show (Advertising Best Collection) é um festival de publicidade que demonstra a coleção dos comerciais e estampas mais premiados dos principais prêmios de publicidade internacional.

## Descrição
O ABC Show foi criado em 6 de novembro de 2002 por Ivan Churilin e, desde então, tem experimentado um rápido crescimento. Inclui os comerciais e impressões mais premiados dos principais prêmios de publicidade internacional. Todos os comerciais e gravuras são traduzidos para o russo, dublados por atores masculinos e femininos. Anualmente, o show é aberto pelos representantes de festivais internacionais – em 2013, o show foi aberto por Philip Thomas, o diretor executivo da Cannes Liones.
O fundador da ABC Show, Ivan Churilin, é um representante oficial do Relatório Gunn na Rússia, One Show (Nova Iorque) e membro do júri dos Festivais de Nova Iorque (Nova Iorque) e do Mobius Awards (Los Angeles).

## Geografia do ABC Show
O ABC Show aconteceu em mais de 50 cidades da Rússia e da CEI. Sua geografia se estende de Kaliningrado, no oeste, a Petropavlovsk-Kamchatsky, no leste, e de Norilsk, no norte, a Krasnodar, no sul.